# اتابونغ نوبروم
اتابونغ نوبروم (بالتايلندية: อรรถพงศ์ หนูพรหม)‏ (13 فبراير 1990 بمحافظة تشونبوري في تايلاند - ) هو لاعب كرة قدم تايلندي في مركز الوسط. شارك مع منتخب تايلاند تحت 20 سنة لكرة القدم ومنتخب تايلاند تحت 23 سنة لكرة القدم ومنتخب تايلاند لكرة القدم. أما مع النوادي، فقد لعب مع نادي بوريرام يونايتد ونادي تامبينس روفرز ونادي تشونبوري وAir Force United F.C. ‏ ونادي راتشابوري ميتر فول وSriracha F.C. ‏.

## روابط خارجية
- اتابونغ نوبروم على موقع قاعدة بيانات كرة القدم.إي يو (الإنجليزية)
- اتابونغ نوبروم على موقع ناشيونال فوتبول تيمز (الإنجليزية)
- اتابونغ نوبروم على موقع Soccerway.com (الإنجليزية)
- اتابونغ نوبروم على موقع عالم كرة القدم.نت (الإنجليزية)